# Путятинский сельсовет (Оренбургская область)
Путятинский сельсовет — сельское поселение в Шарлыкском районе Оренбургской области Российской Федерации.
Административный центр — село Путятино.

## История
9 марта 2005 года в соответствии с законом Оренбургской области № 1919/356-III-ОЗ образовано сельское поселение Путятинский сельсовет, установлены границы муниципального образования.

## Население
| 2010 | 2012  | 2013  | 2014 | 2015 | 2016 | 2017 |
| ---- | ----- | ----- | ---- | ---- | ---- | ---- |
| 1049 | ↘1044 | ↘1002 | ↘984 | ↘973 | ↘957 | ↘934 |
| 2018 | 2019  | 2020  | 2021 |      |      |      |
| ↘908 | ↘890  | ↘872  | ↘839 |      |      |      |

## Состав сельского поселения
| № | Населённый пункт | Тип населённого пункта       | Население |
| - | ---------------- | ---------------------------- | --------- |
| 1 | Ванюшино         | посёлок                      | 14        |
| 2 | Воронино         | посёлок                      | 8         |
| 3 | Зирекло          | село                         | 153       |
| 4 | Зобово           | село                         | 197       |
| 5 | Изяк-Никитино    | село                         | 94        |
| 6 | Кутуево          | посёлок                      | 37        |
| 7 | Ново-Фёдоровка   | деревня                      | 0         |
| 8 | Путятино         | село, административный центр | 546       |